# إرتريا (اليونان)
إِرِتْرِيَا وإِرِتْرِيَة (باليونانية: Ερέτρια) مدينة يونانية من جزيرة وابية في وسط اليونان. وقد كانت من حواضر اليونان ما بين القرنين السادس والخامس قبل الميلاد. 
يبلغ عدد سكانها حوالي 3020 نسمة.